# Zeev Shek
Zeev Shek (* 13. Mai 1920 in Olmütz, Tschechoslowakei; † 2. Oktober 1978 in Rom, Italien) war ein israelischer Diplomat.

## Leben
Shek besuchte das deutsche Gymnasium in Olmütz.
Er gehörte der zionistischen Jugendbewegung Makkabi Hazair an und war Mitglied von Hechaluz im Ghetto Theresienstadt. In Theresienstadt arbeitete er in der sogenannten Talmudhundertschaft, die die beschlagnahmten hebräischen Bücher aus jüdischen Bibliotheken katalogisieren musste. Shek versuchte möglichst viele Dokumente über die wahre Rolle Theresienstadts zu sammeln und aufzubewahren. Als er im Herbst 1944 in das KZ Auschwitz deportiert wurde, setzte Alisah Ehrmann (* 1927), die er kurz zuvor kennengelernt hatte, seine Aufgabe fort und kümmerte sich um den Erhalt der Dokumente.
Nach Ende des Zweiten Weltkrieges übergab sie Shek die Dokumente, die sie in einem Koffer versteckt hatte, in Prag. Shek war zuletzt im Dachauer Außenlagerkomplex Kaufering gewesen und arbeitete nach seiner Befreiung nun als Leiter der von der Jewish Agency organisierten Dokumentationsaktion in Prag. Im Jahr 1947 emigrierte er in das britische Mandatsgebiet Palästina und begann an der Hebräischen Universität in Jerusalem zu studieren. Während seines Aufenthalts in Prag als Mitglied einer Delegation auf einem Jugendkongress heiratet er Alisah Ehrmann. Juli 1948 kehrten die beiden nach Israel zurück. Shek trat nun in den diplomatischen Dienst ein. Von 1950 bis 1953 war er erster Sekretär an der israelischen Botschaft in Prag, von 1956 bis 1960 an der Botschaft in London. Seine weitere Karriere brachte ihn von 1960 bis 1963 nach Paris. Von 1967 bis 1971 war er Botschafter in Österreich. 1977 wurde er Botschafter in Italien und bekleidete diesen Posten bis zu seinem Tod.